# Suza
Suza (pers. شوش - Shūsh) – miasto w starożytnym Elamie, jedna z jego stolic; obecnie leży w ostanie Chuzestan w Iranie, na terenie identycznie nazwanego, liczącego około 50 000 mieszkańców, współczesnego miasta, ok. 24 km na płd.-zach. od 400-tysięcznego miasta Dezful.
Nie jest znana dokładna data powstania miasta, wiadomo jednak, że już w IV tysiącleciu p.n.e. kwitło tu życie miejskie. Miasto to było dużym ośrodkiem miejskim, administracyjnym i kulturalnym Elamu; od około roku 2500 p.n.e. jego stolicą. Około 2350 roku p.n.e. zostało podbite przez Akad, zaś po jego upadku około 2150 roku p.n.e. na powrót stała się stolicą Elamu i była nią do połowy XIV wieku p.n.e., gdy utraciła ten status na rzecz Dur-Untasz, pozostając jednak najważniejszym miastem Elamu. 
Około roku 1000 p.n.e. Suza została podbita przez Babilonię; po kilkudziesięciu latach została odzyskana. Podbój ten jednak doprowadził do zmniejszenia znaczenia miasta. W 645 roku p.n.e. podbili ją wraz z całym Elamem Asyryjczycy, doszczętnie przy tym niszcząc miasto i uprowadzając mieszkańców w głąb państwa аsyryjskiego. Swą świetność osiągnęła jako jedna ze stolic Persji. W roku 331 p.n.e. zdobyta przez Aleksandra Wielkiego. Po rozpadzie jego imperium znalazła się we władaniu Seleucydów (którzy nadali jej nazwę Seleucji nad Eulajosem), a później Partów i Sasanidów. W VII wieku n.e. została zdobyta i zniszczona przez Arabów.
Na przełomie lat 1901–1902 francuska ekspedycja archeologiczna odnalazła tutaj „Kodeks Hammurabiego”.
W 2015 roku Suzę wpisano na listę światowego dziedzictwa UNESCO.